# MAT-49
MAT-49 je automat kojeg je razvila i proizvela francuska industrija oružja Manufacture Nationale d'Armes de Tulle (MAT) za potrebe francuske vojske.

## Povijest
1949. godine je francuska tvrtka MAT nakon testiranja nekoliko prototipova (uključujući i Hotchkiss et Cie sa sklopivim dizajnom) počela s proizvodnjom 9 mm automata MAT-49. Dizajnerske inovacije su omogućile ekonomsku proizvodnju velikog broja strojnica. Razlog toga bio je brzi zahtjev francuske Vlade da se s novim automatom naoruža vojska, Legija stranaca te padobranske i kolonijalne snage. Tvrtka MAT je proizvodila automat do sredine 1960-ih kada se proizvodnja prebacuje u industriju Manufacture d'Armes de St-Etienne (MAS) gdje se oružje proizvodilo do 1979. Iste godine MAS je razvio 5,56 mm automatsku pušku FAMAS koja je postala novo standardno naoružanje francuske vojske tako da je tada MAT-49 povučen iz uporabe.

## Primjena
MAT-49 je imao veliku primjenu u Prvom indokineskom ratu te Alžirskom ratu za nezavisnost kao i tijekom Sueske krize 1956. Oružje je kod padobranaca i mehaniziranih trupa bilo veoma cijenjeno zbog svoje vatrene moći i kompaktnosti.
Nakon što je francuska vojska napustila Vijetnam poslije izgubljenog rata, vijetnamske snage i Viet Minh su konvertirali mnogo zarobljenih MAT-49 kako bi mogli koristiti sovjetsko pištoljsko streljivo 7.62x25mm Tokarev koje je zemlji u velikim količinama dostavljeno iz SSSR-a i Kine. Ove konvertirane inačice su se razlikovale po dužoj cijevi, imale su zakrivljeni okvir kapaciteta 35 metaka te veću brzinu paljbe od 900 metaka u min. U konačnici, konvertirani modeli koristili su se tijekom Drugog indokineskog rata poznatijeg kao Vijetnamski rat.
Izvorni MAT-49 našao je svoju primjenu i tijekom Građanskog rata u Libiji 2011. godine.

## Dizajn
MAT-49 ima kratki, uvlačivi i žićani kundak s kojim je automat dug 720 mm. Okvir na oružju se može preklopiti prema naprijed prema cijevi (za padobrance prilikom skoka) ili u kut za 45° (prilikom sigurnog nošenja) dok se prije početka paljbe okvir okreće natrag u vertikalan položaj.
Dužina cijevi je 230 mm dok je kod nekih policijskih inačica ona duža dok oružje ima fiksni drveni kundak. MAT-49 koristi više vrsta streljiva, tako da je kalibar streljiva 9x19mm Parabellum pohranjen u okvirima od 20 metaka (za pustinjske uvjete) i 32 metaka (okviri od Stena) dok konvertirana vijetnamska inačica koristi 7.62x25mm Tokarev streljivo u okvirima od 35 metaka.
Brzina paljbe kod MAT-49 iznosi 600 metaka u min. dok je kod vijetnamskih modela ona povećana na 900 metaka u min. Model MAT 49/54 (modificirana verzija MAT-49) se proizvodio za potrebe policijskih snaga te je imao dva okidača za automatsku ili pojedinačnu paljbu. Međutim, većinom se proizvodila inačica samo s automatskom paljbom.
MAT-49 je težak 3,5 kg što ga čini nešto težim od prosječnog automata. Oružje ima sigurnosnu kočnicu koja se nalazi na stražnjoj strani pistol gripa. Čelični ciljnik je L oblika te je označen za paljbu na udaljenosti od 50 i 100 metara. Proizvodnja ovog automata je prestala 1979. godine nakon što je u francusku vojsku uveden Famas.

## Inačice
- MAS-48: prototip.
- MAT-49: glavna proizvodna inačica.
- MAT-49/54: inačica namijenjena Gendarmerie Nationale s fiksnim drvenim kundakom te dužom cijevi.
- MAT-49 s prigušivačem: klasični MAT-49 koji dolazi s prigušivaćem.

## Korisnici
| - Francuska: korišten u francuskoj vojsci od 1949. do 1979. Danas je još u uporabi Gendarmerie Nationale i to model MAT-49/54. - Alžir - Benin - Bolivija - Burkina Faso - Burundi - Čad - Džibuti - Ekvatorska Gvineja - Gabon - Gvineja - Komori - Laos |  | - Libanon - Madagaskar - Mali - Mauretanija - Maroko - Niger - Obala Bjelokosti - Republika Kongo - Srednjoafrička Republika - Sejšeli - Senegal - Togo - Tunis - Vijetnam: nakon pobjede u ratu s francuskom kolonijalnom vlašću, Vijetnam je konvertirao mnoge zaplijenjene MAT-49 u kalibar 7.62x25mm Tokarev. Kasnije se MAT-49 proizvodio lokalno. |